# Maersk
55° 41′ 14.81″ N 12° 35′ 53.28″ E / 55.6874472° С; 12.5981333° И
Maersk (dan. A.P. Møller – Mærsk A/S) danska je integrisana brodska kompanija, aktivna u okeanskom i unutrašnjem teretnom prevozu i pratećim uslugama, kao što su upravljanje lancem snabdevanja i lučke operacije. Maersk je najveći operater kontejnerskih brodova i opslužnih plovila na svetu od 1996. godine. Sedište kompanije je u Kopenhagenu u Danskoj, sa podružnicama i kancelarijama u 130 zemalja i oko 80.220 zaposlenih u 2018. godini.
To je porodična firma kojom se javno trguje, jer kompaniju kontroliše istoimena porodica Meler preko holding kompanija. U septembru 2016. godine Maersk Grupa je objavila da se podelila na dva odvojena odeljenja: Transport & logistika i Energija. Godišnji prihod kompanije za 2018. godinu bio je 39 milijardi američkih dolara (2019).

## Istorija
Dampskibselskabet Svendborg (dan. Dampskibsselskabet Svendborg) osnovali su u Svendborgu aprila 1904. godine kapetan Peter Maersk Meler (1836–1927) i njegov sin Arnold Peter (A. P.) Meler (1876–1965). A. P. Meler je imao četvoro dece, sve od kojih sa svojom prvom suprugom Kastin Estel Robertom Makini. Njihovo drugo dete bio je (Arnold) Maersk Makini Meler (1913–2012), koji je postao partner 1939. godine i šef firme nakon očeve smrti. Godine 1993, na mestu izvršnog direktora nasledila ga je Jes Sederberg. On se zadržao na mestu predsedavajućeg do decembra 2003. godine, kada je imao 90 godina, te je Mihael Pram Rasmusen preuzeo dužnost. Maersk Makini Meler bio je do svoje smrti jedan od „upravljačkih vlasnika“ kompanije i bio je predsednik brodogradilišta Odens Stil do 2. maja 2006.
U 2017. godini kompanija je bila jedna od glavnih žrtava napada malvara NotPetya, koji je ozbiljno poremetio njen rad tokom nekoliko meseci.

### Amblem
P. M. Meler (1836–1927), koji je bio duboko religiozan hrišćanin, postavio je plavi transparent sa belom sedmokrakom zvezdom sa obe strane crnog dimnjaka na parobrodu Laura kada se njegova supruga oporavila od bolesti. U pismu svojoj supruzi, P. M. Meler je objasnio u oktobru 1886: „Mala zvezda na dimnjaku je sećanje na noć kada sam se molio za tebe i tražio znak: Ako bi se zvezda pojavila na sivom i oblačnom nebu, to bi značilo da Gospod uslišava molitve”. Ista zvezda je kasnije postala amblem grupe Maersk.
AP Meler–Maersk je organizovan u dva glavna poslovna segmenta: transport, i logistika i energija. Ova dva ogranka uključuju nekoliko podružnica kao što su transport kontejnera i srodne aktivnosti; APM terminali; tankeri, obuka, obalske i druge brodske aktivnosti; naftne i gasne aktivnosti; maloprodajna delatnost; i brodogradilišta, druge industrijske kompanije, udeo u Danskoj Banci itd.
„Prevoz kontejnera i srodne aktivnosti“ najveće je poslovno područje za AP Moler–Maerska, pružajući gotovo polovinu prihoda grupe u 2008. godini. To obuhvata svetske kontejnerske usluge, logistiku i špediciju i terminalne aktivnosti pod brendovima: Maersk Lajn, Safmarin, i Damko. Od 1996. godine, Maersk je najveća kompanija za prevoz kontejnera na svetu.

## Transport & logistika

### Maersk
Najveća operativna jedinica u A.P. Meler–Maersku po prihodu i osoblju (oko 25.000 zaposlenih u 2012. godini) je Maersk Lajn. Kompanija se 2013. godine sebe opisala kao najvećeg svetskog prevoznika tereta u inostranstvu, i operisala je preko 600 brodova sa 3,8 miliona dvadesetstopnih jediničnih ekvivalenata (TEU) kontejnerskog kapaciteta. Prema podacima iz septembra 2015. godine, kao najveća kontejnerska flota, firma je držala 15,1% globalne TEU.
Godine 2006, najveći kontejnerski brod na svetu do tada, brod E-klase Ema Maersk, isporučen je kompaniji Maersk Lajn iz brodogradilišta Odens Stil. Od tada je izgrađeno još sedam sestrinskih brodova, a 21. februara 2011. godine Maersk je od kompanije Daevu naručio 10 još većih kontejnerskih brodova, klase Triple E, svaki kapaciteta 18.000 kontejnera. Prvi su isporučeni 2013. Postojala je opcija za još 10–20, a u junu 2011. Maersk je izdao naredbu za drugu seriju od deset sestrinskih brodova (istog dizajna sa istim brodogradilištem), ali je otkazao svoju opciju za treću seriju od deset.
Od februara 2010. godine, Maersk je imao knjigu narudžbi za nove brodove u ukupnoj vrednosti od 857000 TEU (uključujući opcije u klasi Triple E); taj zaostatak je veći od postojeće flote četvrte po veličini linije, Evergrin Lajn.
Maersk Lajn je sarađivao sa Američkom mornaricom na testiranju 7–100% biogoriva od algi na Maersk Kalmaru u decembru 2011.
U januaru 2012. godine, Seren Skou je preuzeo funkciju izvršnog direktora kompanije Maersk Lajn od Eivinda Koldinga. Kasnije te godine, kompanija je prestala sa poslovanjem u Iranu kako bi sprečila potencijalnu štetu u poslovanju kompanije sa zapadnim zemljama, posebno SAD, zbog režima sankcija koje su vodile te zemlje.

## Literatura
- Lotte Folke Kaarsholm, Cavling Prize recipient Charlotte Aagaard (Information) and Osama Al-Habahbeh (Al-Jazeera in Denmark): „Iraqi Port Weathers Danish Storm”. Архивирано из оригинала 31. 10. 2007. г. Приступљено 19. 10. 2020., CorpWatch, 31/1/2006.
- Hahn-Pedersen, Morten (1999). A.P. Møller and the Danish Oil. Albertslund, Denmark: Schultz Information. ISBN 8760904658.
- Hornby, Ove (1988). "With constant care": A.P. Møller: Shipowner 1876-1965. Copenhagen: J. H. Schultz Grafisk. ISBN 9788756923583.
- Jensen, Christian; Kristiansen, Tomas; Nielsen, Karl Erik (2000). Krigens købmænd: det hemmelige opgør med Riffelsyndikatet, A.P. Möller, Novo og den øvrige storindustri efter Anden verdenskrig [The Merchants of War: the secret showdown with Riffelsyndikatet, AP Möller, Novo and the other industrial giants after the Second World War] (на језику: дански) (2nd изд.). København: Gyldendal. ISBN 8700469742.
- Lambek, Bjørn; Benson, Peter Suppli; Ørskov, Stig (2006). Mærsk: manden og magten [Maersk: the man and power] (на језику: дански). København: Politiken Bøger. ISBN 9788756774161.
- Larsen, Thomas; Mortensen, Finn (2011). Mærsk Mc-kinney Møller: The Danish Shipping Magnate - a personal portrait in interviews. Copenhagen: Gyldendal Business. ISBN 9788700788565.
- George, Rose (2013). Ninety Percent of Everything: Inside Shipping, the Invisible Industry That Puts Clothes on Your Back, Gas in Your Car, and Food on Your Plate. New York: Metropolitan Books / Henry Holt and Co. ISBN 9780805092639.
- Greve, Majbritt; Hansen, Michael W; Schaumburg-Müller, Henrik (2007). Container Shipping and Economic Development: a case study of A.P. Moller - Maersk in South East Asia. Copenhagen: Copenhagen Business School Press. ISBN 9788763002134.
- Hornby, Ove (1988). "With constant care": A.P. Møller: Shipowner 1876-1965. Copenhagen: J. H. Schultz Grafisk. ISBN 9788756923583.
- Jensen, Lars (2014). Culture shock in Maersk Line: from entrepreneurs and kings to modern efficiency. Copenhagen: Vespucci Maritime Publishing. ISBN 9788799726929.
- Jephson, Chris; Morgen, Henning (2013). Creating Global Opportunities: Maersk Line in Containerisation 1973-2013. Cambridge, UK: Cambridge University Press. ISBN 9781107037816.
- Larsen, Thomas; Mortensen, Finn (2011). Mærsk Mc-kinney Møller: The Danish Shipping Magnate - a personal portrait in interviews. Copenhagen: Gyldendal Business. ISBN 9788700788565.
- Middlemiss, Norman L. (2005). Maersk Line. Merchant Fleets 45. Gateshead, Tyne and Wear, UK: Shield Publications. ISBN 9781871128260.
- „Alphaliner – Top 100 Operated Fleets As Per 25 September 2012”. Alphaliner. Архивирано из оригинала 23. 05. 2017. г. Приступљено 25. 9. 2012.
- Flemming, Emily Hansen (25. 9. 2012). „Maersk To Cut Capacity and Raise Rates”. Wall Street Journal. Приступљено 25. 9. 2012.
- „Company Facts and Information”. Maersk Line. Архивирано из оригинала 14. 09. 2013. г. Приступљено 25. 9. 2012.
- „About Us - Milestones”. Maersk Line. Архивирано из оригинала 06. 06. 2013. г. Приступљено 25. 9. 2012.

## Spoljašnje veze
- Zvanični veb-sajt